# کانکانپه‌، سکولا
کانکانپه‌ (به فنلاندی: Kankaanpää) یک منطقهٔ مسکونی در فنلاند است که درکولی‌یو در ساتاکونتا واقع شده‌است.